# Gonorroe
Gonorroe, ook wel druiper genoemd, is een geslachtsziekte die wordt veroorzaakt door de bacterie Neisseria gonorrhea, de gonokok. In Nederland stond in 2005 gonorroe op plaats 4 in de SOA top 10.
De ziekte uit zich als urethritis en cervicitis, proctitis of keelontsteking, al naargelang de seksuele activiteit. Ook worden soms artritis en bindvliesontsteking gevonden. De incubatietijd is kort en ligt tussen de twee en vijf dagen. De eerste verschijnselen bij de man zijn pijnlijk urineren en vorming van pus in de urinebuis. De ernstige complicatie van gonorroe is onvruchtbaarheid bij zowel man als vrouw.

## Etymologie
De term is gebaseerd op het Laatlatijnse gonorrhoea ‘gonorroe; onwillekeurige lozing van sperma’, ontleend aan Grieks gonórrhoia ‘zaadlozing’, gevormd uit gónos ‘zaad’, verwant met → kunne ‘geslacht’, en rhoḗ ‘vloed’, afleiding van rheĩn ‘vloeien’, verwant met → stroom. In het verleden dacht men dat de afscheiding van etter uit de urineleider bij deze geslachtsziekte sperma was, vandaar de naam gonorroe.

## Geschiedenis
Gonorroe kwam vermoedelijk reeds in de oude tijden voor. In de Bijbel (Lev. 15) wordt over maatregelen gesproken tegen verspreiding van een uitvloed, waarmee waarschijnlijk onder andere gonorroe is bedoeld. In de middeleeuwen is gonorroe met syfilis verward. Later werd gonorroe weer als afzonderlijke ziekte herkend. In 1879 werd de ziekteverwekker door Alfred Neisser ontdekt en door hem gonokok genoemd.

## Besmetting
De besmetting wordt in de regel overgebracht door seksueel contact, waarbij slijmvliezen met elkaar in aanraking komen. De belangrijkste verspreidingsweg is genitaal contact, te weten contact tussen penis/vagina en penis/anus. Anale infectie met gonorroe kan ook ontstaan door geïnfecteerd genitaal vocht en hoeft niet altijd door anale seks te worden veroorzaakt. Ook is verspreiding mogelijk via orale seks en via handen (bij masturbatie).
Niet alleen de geslachtsorganen worden geïnfecteerd, ook het slijmvlies van de mond en de endeldarm kunnen besmet raken.
Als een moeder tijdens de bevalling besmet is kan zij ook het kind besmetten.
Een doorgemaakte infectie geeft geen bescherming voor een toekomstige infectie. Er wordt dus geen immuniteit opgebouwd.

## Symptomen
De incubatieperiode duurt 2 dagen tot 3 weken (meestal 8 dagen).

### Symptomen bij de man
De belangrijkste klachten zijn pijn of branderigheid bij het plassen, moeizaam plassen en/of afscheiding. Bij de man staat urethritis op de voorgrond. Deze klachten ontstaan meestal binnen enkele dagen na de besmetting. De klachten bestaan uit een branderig gevoel, pijn bij het plassen en een veelal pussige (geelgroene) afscheiding, die gering, maar ook heel hevig kan zijn (‘druiper’).

### Symptomen bij de vrouw
Bij 30 tot 60 % van de vrouwen met gonorroe treden nauwelijks of geen klachten op. Vaak weet de vrouw het pas als de aandoening zich bij haar partner(s) openbaart of als de infectie zich uitbreidt. Als er bij de vrouw klachten optreden, gaat het meestal om een toegenomen hoeveelheid vaginale afscheiding. Andere verschijnselen zijn tussentijds bloedverlies, pijn en branderigheid bij het plassen.

### Symptomen bij baby's
Bij baby's die tijdens de geboorte besmet zijn geraakt, zijn voornamelijk de ogen geïnfecteerd. Er ontstaat dan een bindvliesontsteking (blennorroe) die tot blindheid kan leiden.

## Diagnose
Iemand die meent gonorroe te hebben, doet er het beste aan zo snel mogelijk zijn arts te bezoeken. De diagnose wordt gesteld door middel van een uitstrijkje van de urinebuis en/of baarmoederhals. Als men besmet blijkt te zijn, is het belangrijk alle seksuele partners in kennis te stellen van de besmetting.

## Behandeling en vooruitzichten
Onbehandelde gonorroe houdt weken of maanden aan waarbij het risico op complicaties steeds toeneemt. Behalve de mogelijke complicaties zoals onvruchtbaarheid bestaat er een duidelijk belang voor de volksgezondheid om infecties te behandelen en zo verspreiding te voorkomen. Tijdens de behandeling dient rekening te worden gehouden met parallelle infectie met andere geslachtsziektes.
De behandeling van eerste keuze was sinds 1897 het uitwendig toegepaste zilverpreparaat Protargol, ontdekt door de Duitse chemicus Arthur Eichengrün. Dit werd in de jaren 1930 verdrongen door het eerste inwendige bactericide sulfonamide en vanaf de jaren 1940 penicilline, die tot in de 21e eeuw heeft standgehouden, maar reeds sinds de jaren 1970 werd toenemende resistentie gesignaleerd. Daarom worden tegenwoordig cefalosporine aanbevolen. Fluorchinolon was een veelbelovend alternatief, maar ook hiertegen treedt toenemende resistentie op, zodat een cefalosporine van de derde groep in hoge dosering, zoals Cephixim, thans de voorkeur heeft.
In Japan werd in mei 2011 voor het eerst een stam beschreven die tegen alle cefalosporines resistentie ontwikkelt; nadien zijn dergelijke stammen ook in Australië, Frankrijk, Noorwegen, Zweden en Canada opgedoken. De Wereldgezondheidsorganisatie waarschuwde naar aanleiding hiervan dat voor miljoenen besmette patiënten mogelijk geen genezing meer geboden zal kunnen worden. De WHO berichtte in 2017 dat het op de hoogte was van niet met antibiotica te behandelen voorvallen van gonorroe en waarschuwde voor een wereldwijde verspreiding hiervan.

## Gevolgen onbehandelde gonorroe
Wordt gonorroe niet, of niet tijdig, behandeld dan kan dit ernstige gevolgen hebben. Bij mannen kan de infectie zich uitbreiden naar de onderbuik en een ontsteking van de bijbal en heftige koorts veroorzaken. Bij vrouwen kan de infectie een ontsteking van de buikholte veroorzaken waarbij een eileiderontsteking het meest voorkomt. De ontsteking vergroot het risico op een buitenbaarmoederlijke zwangerschap, kan onvruchtbaarheid tot gevolg hebben en gaat vaak samen met heftige koorts.
Bij zowel mannen als vrouwen kan de infectie in de bloedbaan komen waardoor er ontstekingen in het hele lichaam en in gewrichten kunnen ontstaan.